# Ryōta Tanabe
Ryōta Tanabe (japanisch 田鍋 陵太 Tanabe Ryōta; * 10. April 1993 in Itabashi) ist ein japanischer Fußballspieler.

## Karriere
Tanabe erlernte das Fußballspielen in der Jugendmannschaft von Mitsubishi Yowa. Seinen ersten Vertrag unterschrieb er 2012 bei Nagoya Grampus. Der Verein spielte in der höchsten Liga des Landes, der J1 League. Am Ende der Saison 2016 stieg der Verein in die J2 League ab. Für den Verein absolvierte er 27 Ligaspiele. Im August 2017 wechselte er zum Zweitligisten Roasso Kumamoto. Danach spielte er bei Tokyo United FC und Nankatsu SC.